# Christian Cavanagh

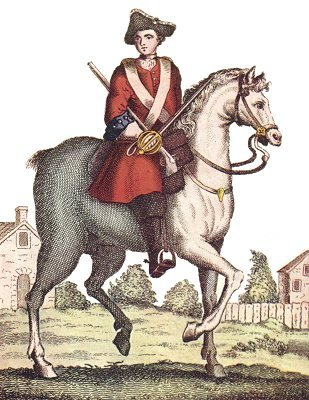
Illustratie uit 1706 van Christian Davies

Christian Cavanagh (1667 – 7 juli 1739), later door huwelijk Christian Davies, ook bekend als Kit Cavanagh of Mother Ross, was een Ierse vrouw die zich in 1693 vermomd als man bij het Britse leger voegde. Ze vocht in de Negenjarige Oorlog in Vlaanderen als infanteriesoldaat. Later werd ze onderdeel van de dragondereenheid bekend als de Scots Greys. Met deze eenheid vocht zij mee in de Spaanse Successieoorlog van 1701 tot 1706. De auteur Daniel Defoe ontmoette haar op latere leeftijd, toen zij als militaire pensionado in het Koninklijk Hospitaal van Chelsea woonde. Hij schreef vervolgens een boek over haar, getiteld The Life and Adventures of Mrs Christian Davies.

## Leven voor de krijgsmacht
In 1667 werd de Ierse Christian Cavanagh geboren in Dublin. Tijdens haar leven gebruikte ze meerdere achternamen. Zo stond ze bekend als Welsh, Welch, Ross, Jones en Davies. Ze was de dochter van een bierbrouwer die actief was in Dublin. Haar ouders waren protestanten en steunden de Jakobieten die koning Jacobus II zagen als de rechtmatige koning na de Roemrijke Omwenteling van 1688 en hem terug wilden op de troon. Haar vader voegde zich bij het leger van de Jakobieten en vocht in de Slag bij Aughrim tegen het leger van koning-stadhouder Willem III. Hij zou later sterven aan zijn verwondingen. Al zijn bezittingen werden door de overheid afgenomen van zijn familie, omdat hij de Jakobieten had gesteund.
Als jongvolwassene kreeg ze een relatie met Thomas Howel, een achterneef van haar. Nadat zij (al dan niet gedwongen) gemeenschap met Howel had, werd zij hierover zo neerslachtig dat haar moeder besloot haar naar haar tante te sturen in de hoop dat de veranderde omgeving haar zou opbeuren. Haar tante bezat een pub, waar zij bleef wonen tot na het overlijden van haar tante. Toen haar tante overleed erfde Cavanagh de pub. Richard Walsh, die in dienst was geweest bij haar tante, hielp haar hierbij en al snel waren zij verliefd en trouwden elkaar. In 1691 hadden zij reeds twee kinderen en was Cavanagh zwanger van hun derde kind toen Walsh plotseling verdween.

## Op zoek naar haar verloren echtgenoot

### Infanterist
Walsh bleek in het Britse leger opgenomen te zijn. Het lijkt erop dat hij gedwongen het leger in ging; Walsh beschrijft dat hij dronken werd gevoerd op een boot en naar een andere plek werd gebracht. Zijn twaalfde brief bereikte Cavanagh en legde de situatie uit. Ook bracht Walsh Cavanagh op de hoogte dat hij in Nederland was beland. Cavanagh was reeds bevallen, bracht haar kinderen onder bij anderen en vertrok om zich bij het leger te voegen als nieuwe rekruut.
In eerste instantie voegde Cavanagh zich bij de infanterie onder de naam Christopher Welch. Zij beweerde op zoek te zijn naar haar broer, Richard Walsh. In de infanterie vocht ze in de Slag bij Neerwinden waarbij de Engelsen tegen de Fransen vochten. Ze raakte hier gewond en werd door de Fransen gevangengenomen. In 1694 werd ze teruggestuurd naar de Britten, die nog altijd niet wisten dat zij een vrouw was.
Omdat ze haar man nog altijd niet gevonden had, bleef Cavanagh de infanterie werkzaam. Dit kwam tot een eind na een incident waarbij ze een sergeant uitdaagde tot een duel. Zij had namelijk relatie gekregen met de dochter van een handelaar uit het gebied waar ze gestationeerd was. Tracey-Ann Knight omschrijft deze relatie als waarschijnlijk platonisch en legt uit dat andere vrouwen die zich bij de krijgsmacht voegden dergelijke relaties vaak als camouflage gebruikten om hun vrouw-zijn te verbergen. Toen de sergeant de betrokken vrouw verkrachtte, spoedde zij zich naar Cavanagh en vroeg om vergelding. Dit leidde tot het duel dat Cavanagh won, maar ook tot haar ontzetting uit haar functie, voor duelleren met een hogere officier.

### Dragonder
Nadat ze uit de infanterie weggestuurd was, meldde ze zich aan bij de Scots Greys, een dragonder eenheid. Hier bleef ze werkzaam tot de Vrede van Rijswijk. Zij had haar man in deze tijd nog altijd niet gevonden, maar werd wel gedemobiliseerd. Ze besloot dan ook zich weer aan te melden bij de Scots Greys toen de Spaanse Successieoorlog begon in 1701. Toch lijkt ze op dit punt ook te hebben genoten van het soldatenleven en, hoewel ze nog steeds op zoek was naar haar echtgenoot, beschrijft ze groot respect voor koning-stadhouder Willem III die zijn eigen troepen aanvoerde en beschrijft ze in haar relaas de militaire verrichtingen op zowel operationeel als strategisch niveau.
Nog altijd werd niet ontdekt dat Cavanagh een vrouw was. Zoals Marian Broderick opmerkte: ‘Verbazingwekkend genoeg slaagde ze erin dit te doen zonder ontdekt te worden: ze at met ze, dronk met ze, sliep met ze, speelde met ze kaart en urineerde zelfs naast ze door gebruik te maken van wat ze beschrijft als een ‘zilveren buisje met leren riemen. Niemand ontdekte de waarheid." Wat hierbij waarschijnlijk hielp was het gedrag van vrouwen in haar omgeving. Naast de vrouw voor wie ze haar duel uitvocht met de sergeant, was er een prostituee die beweerde dat Cavanagh de vader van haar kind was. Cavanagh besloot daarop alimentatie te betalen en leek daarmee haar vaderschap te bevestigen.
In 1704 raakte Cavanagh gewond in de Slag bij Schellenberg. Hoewel een chirurg haar hielp kon hij de kogel die in haar heup was geschoten niet verwijderen en droeg ze de rest van haar leven deze verwonding met haar mee. Toch bleef ze werkzaam in de krijgsmacht en had men nog altijd niet ontdekt dat ze een vrouw was. In diezelfde periode trof haar eenheid een ander legeronderdeel. Haar man bleek hierbij aangesloten te zijn. Hij had echter een andere vrouw ontmoet. Deze vrouw bleek later nog steeds het leger te volgen als kampvolger. Toen Cavanagh hierachter kwam sneed ze haar neus af. Cavanagh en Walsh besloten vervolgens beiden in het leger te blijven en deden zich voor als broers.
In 1706 raakte Welch wederom gewond in de Slag bij Ramillies. Dit keer kon ze haar geheim niet bewaren en werd ontdekt dat ze een vrouw was. Haar commandant besloot dat ze tijdens haar herstel betaald zou krijgen door het leger en haar verhaal werd positief bezien door de meeste officieren. Haar liefde voor haar man had haar volgens hen het strijdveld opgedreven. Dat zij mogelijk een voorkeur had voor het soldatenleven kwam niet eens in hen op.
Toen ze eenmaal aangesterkt was, kreeg ze logistieke taken binnen het leger als marketenster en werd ze kampvolger. Dit was een gevaarlijke taak, omdat ze benodigdheden voor het leger moest verwerven voor ze in het vijandig gebied aankwamen. Deze nieuwe taak vervulde ze enige tijd, tot in 1709 bij de Slag bij Malplaquet haar echtgenoot stierf. Toen hij niet terugkeerde van de slag ging ze voor de laatste keer op zoek naar hem tussen de lichamen van de gesneuvelden en vond ze hem nadat ze meer dan 200 lichamen had omgedraaid om hun gezicht te kunnen zien. In haar verdriet moest ze van het slagveld gedragen worden door kapitein Ross, wat haar de bijnaam 'Mother Ross' bezorgde. Cavanagh hertrouwde met Hugh Jones, een andere soldaat die ook al in 1710 stierf. Toch zei ze later dat het verdriet om het verlies van Jones niet in de buurt kwam van dat voor Welsh.

## Terugkeer naar Engeland

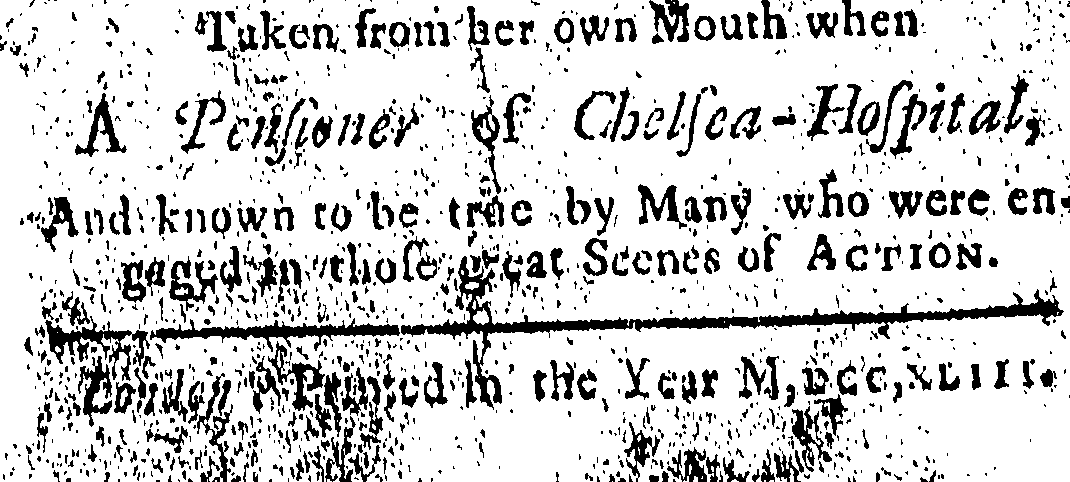
Een pagina uit het boek van Daniel Defoe over zijn ontmoeting met Christian Cavanagh.

In 1712 was de Spaanse Successieoorlog afgelopen en keerde Cavanagh terug naar Groot-Brittannië. Hier vroeg ze aan koningin Anne om financiële steun. Ze ontving 50 pond en voor de rest van haar leven een shilling per dag. Ze trouwde een derde en laatste keer met een soldaat, maar berouwde dit snel omdat hij een alcoholist bleek te zijn die te veel geld uitgaf aan zijn verslaving. Dat ze weer een pub opende zal wellicht niet geholpen hebben.
Uiteindelijk wist ze voor haar derde man een baan te bemachtigen in het Koninklijk Hospitaal Chelsea, waar zij ook erkend werd als veteraan. Ze stierf in 1739, 72 jaar oud en werd met militaire waardigheid begraven in St. Margaret's Church in Westminister.